# Ta Mœn (gmina)
Ta Mœn – gmina (khum) w zachodniej Kambodży, w prowincji Bătdâmbâng, w dystrykcie Thma Koul. Stanowi jedną z 10 gmin dystryktu.

## Miejscowości
Na obszarze gminy położonych jest 10 miejscowości:
- Ang Cheung
- Chrouy Mtes
- Kouk Trab
- Krasang
- Samraong
- Ta Sei
- Thma Koul Cheung
- Thmei
- Tumneab
- Tumpung Cheung